# Zlatá Praha (pochod)
„Zlatá Praha“ (německy Goldenes Prag) je slavnostní vojenská pochodová skladba, kterou složil český skladatel František Kmoch.

## Vznik skladby
Skladbu složil na konci 19. století český skladatel František Kmoch na píseň lidového původu. Slova skladby jsou založena na lidovém popěvku. Text později zredigoval český textař Jaroslav Navrátil. Kmoch skladbu zpopularizoval během svého působení jako kapelník v Krakově, v Budapešti a ve Vídni a později i v zahraničí.

## Užívání
Mezi známé české provedení skladby patří interpretace pochodu hudbou Vládního vojska v roce 1943, sborem Lubomíra Pánka s provedením Zlaté muziky Jiřího Eliáška v roce 1975 a Posádkovou hudbou Praha pod vedením Jaroslava Zemana v roce 1978, v roce 1986 ji nahrála i Posádková hudba Brno, v roce 1994 Hudba Hradní stráže a Policie České republiky a v roce 1999 jihočeská Veselka Ladislava Kubeše. Pochod je populární také v Rakousku, v Německu, ve Švýcarsku či v Nizozemsku. Pochod používala vojenská hudba Nationale Volksarmee z NDR. V roce 1982 vytvořil nové aranžmá skladby německý skladatel Walter Tuschla, pocházející původem ze Svitav.

## Slova
Dávná píseň zpívá nám,
zlaté prý je ze všech stran,
město strání kamenných,
když letí máj na křídlech svých.
Jaro vchází s paletou,
zdobí krásu staletou,
jsou to zlaté ruce Pražáků,
sázejí růže nám na místo bodláků
a že má Pražák ruce ze zlata
je Praha bohatá po celý rok.